# Wolfgang Krause (Fußballspieler, 1954)
Wolfgang „Karotte“ Krause (* 28. August 1954) ist ein ehemaliger deutscher Fußballspieler.

## Leben
Krause, Spitzname „Karotte“, spielte im Nachwuchsbereich des Hamburger SV und bei den HSV-Amateuren. Mitte September 1974 gab er beim HSV Barmbek-Uhlenhorst seinen Einstand in der neugegründeten 2. Fußball-Bundesliga. In dem Spiel gegen den VfL Osnabrück wurde Stürmer Krause vom Hamburger Trainer Reinhold Ertel allerdings als Verteidiger eingesetzt, was nicht den erhofften Erfolg erbrachte, da Krauses Gegenspieler Herbert Mühlenberg zwei Treffer erzielte Krause bestritt in der Saison 74/75 insgesamt vier Zweitligaeinsätze für Barmbek-Uhlenhorst.
Krause verließ die Mannschaft nach einer Saison und spielte in den folgenden Jahren bei unterschiedlichen Vereinen des Hamburger Amateurfußballs: ASV Bergedorf 85 (1975 bis 1977), SC Sperber (1977 bis 1980), SV Lurup (1980 bis 1982), SC Victoria (1982/83), Barsbütteler SV (1983/84), SC Vorwärts/Wacker Billstedt (1984 bis 1990), MSV Hamburg (1990/91) und Willinghusener SC (1991 bis 1994).
Er war als Co-Trainer beim SC Vorwärts/Wacker Billstedt und später beim selben Verein als Ligaobmann tätig.